# Ágostonlak
Ágostonlak (1899-ig Zavadka, szlovákul: Závadka nad Hronom) község Szlovákiában, a Besztercebányai kerületben, a Breznóbányai járásban.

## Fekvése
Breznóbányától 23 km-re keletre, a Garam partján fekszik.

## Története
A települést a vlach jog alapján alapították a 16. században, 1611-ben „Nagypatak” néven említik először. Magyar nevét egykori birtokosa, Ágoston coburgi herceg tiszteletére kapta. 1617-ben „Zavadka”, 1650-ben „Zavadka” alakban szerepel a korabeli forrásokban. A murányi váruradalom része volt. Lakói állattartással, faáru, fazsindely készítéssel, faúsztatással, idénymunkákkal foglalkoztak. A 18. században határában vasércbányát nyitottak.
A 18. század végén Vályi András így ír róla: „ZAVATKA. Elegyes falu Gömör Várm. földes Ura Gr. Koháry Uraság, fekszik Polánkához nem meszsze, és annak filiája; határja középszerű, legelője elég, erdeje van, deszkával, és zsendellyel kereskednek lakosai.”
1826-ban a vas feldolgozására vashámor épült itt. 1828-ban 123 házában 1126 lakos élt. 1860-tól vasmű működött a településen.
A 19. század közepén Fényes Elek leírásában: „Zavadka, Gömör v. tóth f. a Garan völgyében, Polánka és Helpa között: 1337 kath. lak. Nagy határa hegyekből, erdőből, legelőből áll; kevés szántóföld a Garan vidékén a jobbak közé tartozik. F. u. hg. Koburg. Ut. p. Rosnyó.”
Borovszky Samu monográfiasorozatának Gömör-Kishont vármegyét tárgyaló része szerint: „Závodka, garamvölgyi tót kisközség, 188 házzal és 1506 róm. kath. vallású lakossal. Hajdan a murányi vár tartozéka volt és ennek uraival változtak a birtokosai. Most Fülöp Szász Coburg Gothai herczegnek van itt nagyobb birtoka. Széchi Mária birtoklása idejében Joanelli és Keczer Ferencz bírták zálog czímén. Katholikus temploma 1788-ban épült. A községnek postája Helpa, távírója Pohorella és vasúti állomása Bikás. Ide tartoznak a Sztoski és Klatna telepek.”
A trianoni diktátumig Gömör-Kishont vármegye Garamvölgyi járásához tartozott.
Lakói a háború után főként a Coburg vasműben dolgoztak, melyet 1926-ban zártak be. Ezután főként mezőgazdaságból, erdei munkákból éltek. 1948 és 1950 között felépült a Sigma gyár, mely sokaknak adott munkát a településen.

## Népessége
| Év:            | 1994. | 2004.   | 2014.   | 2024.    |
| -------------- | ----- | ------- | ------- | -------- |
| Emberek száma: | 2600  | 2468    | 2420    | 2099     |
| Eltérés:       |       | -5,07 % | -1,94 % | -13,26 % |

| Év:            | 2023. | 2024.   |
| -------------- | ----- | ------- |
| Emberek száma: | 2103  | 2099    |
| Eltérés:       |       | -0,19 % |

1910-ben 1526, túlnyomórészt szlovák anyanyelvű lakosa volt.
2001-ben 2469 lakosából 2367 szlovák volt.
2011-ben 2459 lakosából 2182 szlovák volt.

## Nevezetességei
- Nepomuki Szent János tiszteletére szentelt, római katolikus temploma 1784-ben épült barokk stílusban. 1932-ben átépítették.